# Клармон
Клармон (фр. Clarmont) — громада  в Швейцарії в кантоні Во, округ Морж.

## Географія
Громада розташована на відстані близько 90 км на південний захід від Берна, 15 км на захід від Лозанни.
Клармон має площу 1 км², з яких на 7,9% дозволяється будівництво (житлове та будівництво доріг), 81,2% використовуються в сільськогосподарських цілях, 10,9% зайнято лісами, 0% не є продуктивними (річки, льодовики або гори).

## Демографія
2019 року в громаді мешкало 191 особа (+42,5% порівняно з 2010 роком), іноземців було 23,6%. Густота населення становила 187 осіб/км².
За віковим діапазоном населення розподілялося таким чином: 23% — особи молодші 20 років, 62,3% — особи у віці 20—64 років, 14,7% — особи у віці 65 років та старші. Було 86 помешкань (у середньому 2,2 особи в помешканні).